# Charlie Murphy

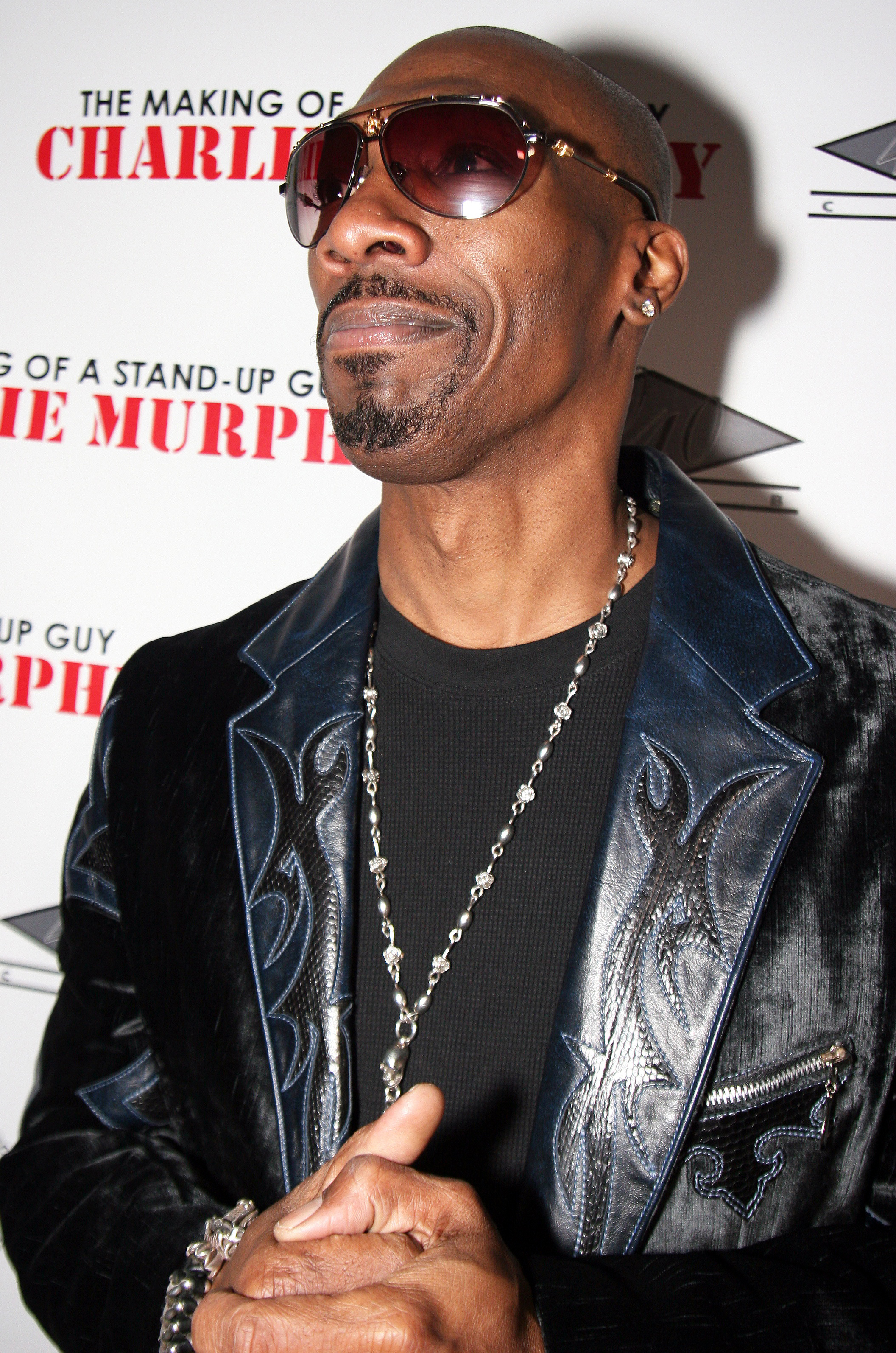
Charlie Murphy (2009)

Charles Quinton „Charlie“ Murphy (* 12. Juli 1959 in Brooklyn, New York City; † 12. April 2017 in ebenda) war ein US-amerikanischer Schauspieler, Autor und Komiker. Er war der ältere Bruder des Schauspielers Eddie Murphy.

## Leben
Charlie Murphy diente bis 1984 in der US Navy. Später erlangte er vor allem durch seine Auftritte in Chappelle’s Show Berühmtheit. Dort war er in äußerst ironischen Sketchen zu sehen und erzählte als echt bezeichnete Geschichten über seine Zeit in Hollywood mit seinem Bruder. Unter anderem spielte er Basketball gegen den Musiker Prince und schlug sich mit Rick James, ebenfalls Musiker (der Murphys Geschichten größtenteils bestätigte). Zudem moderierte er die sogenannten „Lost Episodes“ der Chappelle’s Show.
Charlie Murphy ist als Feature auf dem Song „Church“ vom Album „Real Talk“ von Fabolous zu hören. Zudem lieh er seine Stimme für Budweiser Werbungen und dem Zuhälter Jizzy-B im Videospiel Grand Theft Auto: San Andreas.
Charlie Murphy hatte seit Juli 2007 eine eigene Fernsehshow auf BET namens We Got to Do Better, die aufgrund einer Kontroverse umbenannt wurde (Titel vorher: Hot Ghetto Mess). Nebenbei tourte Charlie als Standup-Comedian.
Charlie Murphy starb am 12. April 2017 im Alter von 57 Jahren an Leukämie.

## Filmografie (Auswahl)
- 1989: Harlem Nights
- 1990: Mo’ Better Blues
- 1991: Jungle Fever
- 1993: CB 4
- 1995: Vampire in Brooklyn (Wes Craven’s Vampire In Brooklyn) (Drehbuchautor)
- 1996: Die Sache mit den Frauen (The Pompatus of Love)
- 1998: The Players Club
- 1999: Unconditional Love
- 2002: Paper Soldiers
- 2003: Death of a Dynasty
- 2005: Lovesick
- 2005: Wer entführt Mr. King? (King’s Ransom)
- 2006: Nachts im Museum (Night at the Museum)
- 2007: Norbit
- 2007: Das perfekte Weihnachten (The Perfect Holiday)
- 2008: Unearthed Monster
- 2010: Lottery Ticket
- 2010: Our Family Wedding
- 2014–2015: Black Jesus (Fernsehserie, 21 Folgen)
- 2016: Meet the Blacks